# Баталов, Талгат Дамирович
Талгат Дамирович Баталов (род. 4 мая 1987, Ташкент) — узбекский и российский театральный режиссёр

 и актёр.

## Образование
Ташкентский театрально-художественный институт имени А. Островского; ВГИК (мастерская Р. Ибрагимбекова); режиссерская магистратура при МХТ имени Чехова (мастерская В. Рыжакова)

## Профессиональная деятельность
Работал в театре «Ильхом» под руководством Марка Вайля, был, в частности, режиссёром видеоряда в постановке Вайля «Орестея».
С 2009 года регулярно сотрудничает с Театром.doc.
В Москве получил известность моноспектаклем «Узбек» (Театр имени Йозефа Бойса) — «стендапом, в котором автор рассказывает, как получал российское гражданство». В том же театре вместе с Михаилом Угаровым поставил спектакль «Двое в твоём доме».
Участвовал в различных театральных лабораториях в Москве, Санкт-Петербурге, Ярославле, Ташкенте, Красноярске, Новокузнецке, Польше, Литве, Италии и др.
Работал над постановками в центре имени Вс. Мейерхольда, Театре Наций. Участвовал в фестивале «Территория» как режиссёр и куратор.
Живёт и работает в Москве.

## Постановки
- «(НЕ) Идеальный Че» Александра Цыпкина, Театр имени Ермоловой, Москва
- «Покорность» Мишеля Уэльбека, Государственный Театр Наций, Москва
- «Бриннер» Виктории Костюкевич, Театр Молодежи, Владивосток
- «Зеркало Карлоса Сантоса» иммерсивный спектакль Текст: Максим Курочкин, независимый театральный проект, продюсер Евгений Кадомский
- «Как эстонские хиппи разрушили Советский союз» Михаила Дурненкова, Центр имени Вс. Мейерхольда, Москва
- «Вагон системы Полонсо» текст: Дмитрий Богославский по мотивам «Красного Колеса» А. И. Солженицына, в гл. роли Евгений Миронов, Государственный Театр Наций, Москва
- «Переход», документальный спектакль, текст: Марина Крапивина, Саратовский театр юного зрителя имени Киселёва
- «Хранитель» спектакль — променад, текст: Марина Крапивина, (Заповедник Михайловское, Фестиваль «Заповедник», Псков) сайт: http://zapovednikfest.ru/news/1281
- «Декабристы» текст: Жанар Кусаинова (дом декабриста Рылеева, Санкт-Петербург)
- «Русский букинг: Номер для писателя» по текстам А. Снегирева, Фестиваль «Территория», Москва
- «Исповедь мазохиста», Театр 18+, Ростов-на-дону, автор Роман Сикора (Чехия)
- «Пустота», Тверской театр юного зрителя, автор Максим Черныш. Спектакль номинант Национальной театральной премии «Золотая маска» 2016, в номинациях: Драма / спектакль большой формы, Драма / Работа режиссёра, Драма / Лучшая мужская роль, Драма / Работа художника, Драма / Работа художника по свету
- «Беспамятные\ Игра в память» Идея Евгений Миронов, Автор Л. Стрижак, Фестиваль «Территория», Москва
- «В чаще» Театральный альманах, Центр имени Вс. Мейерхольда, Москва
- «Исполнитель» Автор Елена Гремина, Музей ВОВ, Москва
- «Муму» Инсценировка Т.Баталов и Н.Берман Новокузнецкий драматический театр
- «Без излишеств» Автор Марина Крапивина, уличный спектакль в рамках фестиваля «Хрущевка.net»
- «Шкаф» Автор Марина Крапивина, Красноярский театр юного зрителя
- «Травоядные» Автор Максим Курочкин, Центр имени Вс. Мейерхольда, Москва
- «Вещи» Автор Елена Шахновская, Театр имени Моджеевской, г. Легница, Польша
- «#ПроКалугу», спектакль — вербатим, текст: Сергей Давыдов, ИКЦ совместно с фестивалем «Новые люди»
- «Двое в твоем доме» Елены Греминой, Театр.doc (режиссёры: Михаил Угаров и Талгат Баталов), спектакль был выдвинут на соискание театральной премии «Золотая маска» 2013, в номинации Драма / спектакль малой формы
- «Узбек», Театр имени Йозефа Бойса и Сахаровский центр, спектакль был выдвинут на соискание Национальной театральной премии «Золотая маска» 2013, в номинации Эксперимент
- «Час восемнадцать» Елены Греминой, Театр.doc (режиссёры Талгат Баталов и Михаил Угаров), Москва
- «Бешеные» Максима Курочкина, Фестиваль «Территория», Москва
- «Шум» Екатерины Бондаренко, Театр.doc, Москва
- «Нылка и Вылка в детском саду» (режиссёры: Михаил Угаров, Талгат Баталов)

## Актёрские работы
- «Узбек», Театр имени Йозефа Бойса и Сахаровский центр
- «Час Восемнадцать» (реж. Талгат Баталов, Михаил Угаров)
- «Зажги мой огонь» (реж. Юрий Муравицкий, автор Саша Денисова)
- «Заполярная правда» (реж. Георг Жено)
- «Алконовеллы» (реж. Лера Суркова)

## Театральные лаборатории
- Саратовский ТЮЗ имени Киселёва лаборатория под рук. О. Лоевского — эскиз документального спектакля по пьесе М. Крапивиной «Переход».
- Театр «Старый дом» Новосибирск, лаборатория под руководством П.Руднева — эскиз спектакля «Зулейха открывает глаза» по роману Г. Яхиной.
- Красноярский театр юного зрителя, лаборатория «Вешалка» под рук. О. Лоевского — эскиз спектакля «Башмачкин» по пьесе О. Богаева.
- Южно-Сахалинск «Чехов-центр», лаборатория «POST Чехов» под рук. О. Лоевского — эскиз спектакля «Война» по рассказам В. Гаршина.
- Новокузнецкий драматический театр — эскиз спектакля «МУМУ» по текстам И. Тургенева.
- Ярославский театр драмы имени Ф. Волкова — эскиз спектакля «Башмачкин» по пьесе О. Богаева.
- Центр драматургии и режиссуры Казанцева и Рощина — эскиз спектакля «Сухие завтраки» по пьесе В. Дурненкова.